# Laguna Mountains
Les Laguna Mountains (Muntanyes Laguna) són una serralada de muntanyes que formen part del sistema de les Peninsular Ranges situades a la part oriental de San Diego County, a la Califòrnia meridional. Aquestes muntanyes discorren en direcció nord-oest-sud-est aproximadament durant 35 milles (56 km).
Són una zona recreativa.
Aquestes muntanyes van estar habitades pels amerindis Kumeyaay.

## Geografia
Les Laguna Mountains fan frontera amb les Cuyamaca Mountains a l'oest i amb el Desert de Colorado a l'est, al llarg de la falla Laguna Salada Fault. Al nord les Laguna Mountains es troben amb la falla Elsinore Fault Zone i al sud amb la Vall Cameron Valley i la Vall Thing.
El punt més alt és Cuyapaipe Mountain a 6,378 peus (1,944 m). Aquestes muntanyes en gran part estan dins del Cleveland National Forest. Mount Laguna és un poble dins les Laguna Mountains amb 80 habitants.
Les Laguna Mountains s'estenen al nord-oest a uns 35 mi (56 km) des de la frontera mexicana a la Sierra de Juárez.

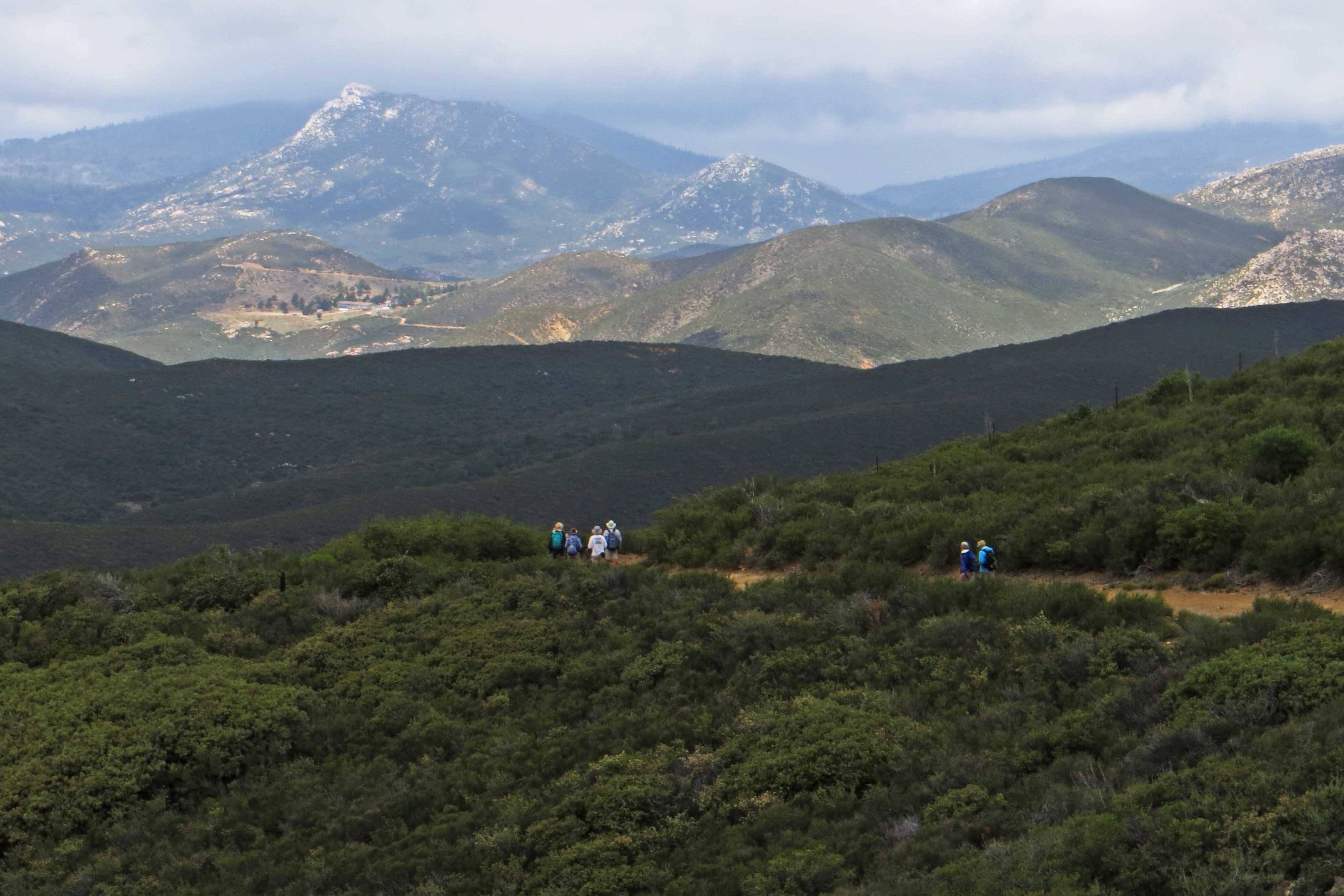
Chaparral a les Laguna Mountains.